# 赵金龙 (警察)
赵金龙（1988年12月—），吉林长春人，汉族，中华人民共和国政治人物，中国共产党党员，第十三届全国人民代表大会新疆地区代表。
2018年2月24日，当选为第十三届全国人大代表。